# Royal Albert Hall (album)
Royal Albert Hall è il secondo album live di Umberto Tozzi del 1988, contenente varie esibizioni live ed alcuni brani inediti.
Gli arrangiamenti sono curati da Marco Masini e Dado Parisini.
I brani Self Control, Gente di mare e Si può dare di più sono in duetto con Raf.

## Tracce
1. Se non avessi te
2. Dimmi di no
3. Ti amo
4. Immensamente
5. Medley: Qualcosa qualcuno; Donna amante mia; Dimentica dimentica; Io camminerò; Eva; Tu sei di me
6. Notte rosa
7. Stella stai
8. Tu
9. Self Control
10. Gente di mare
11. Si può dare di più
12. Gloria

## Formazione
- Umberto Tozzi – voce
- Gianfranco Segatto – chitarra, cori
- Joe Vescovi – tastiera, cori
- Fortu Sackà – basso, cori
- Maurizio "Mao" Granata – batteria
- Marco Masini – tastiera, cori
- Tom Sheret – sax, cori
- Claudio Orsini – sax, tastiera, percussioni, cori
- Lorenza Kucic, Viviana Tenzi – cori